# Jeanne Hébuterne
Jeanne Hébuterne (Meaux, 6 de abril de 1898 — Paris, 26 de janeiro de 1920) foi uma pintora francesa.

## Biografia
Jeanne Hébuterne nasceu em 6 de abril de 1898 em Meaux, em Sena e Marne na Ilha de França, seu pai Achille Casimir Hébuterne trabalhava como chefe de perfumaria da loja de departamentos Bon Marché, era um ardente admirador de Pascal, sempre lia fragmentos de sua obra, enquanto a família descascava batatas para o jantar, isso sempre irritou a Jeanne. Seu irmão, André Hébuterne (1894-1992), ao escolher a arte como profissão, causou a primeira ruptura na invencível respeitabilidade dos seus pais. Quando Jeanne seguiu seu irmão nas trilhas da arte, escolheu estudar na Academia Colarossi, na rua Grande Chaumière, desde pequena mostrou aptidão para a pintura e para o desenho. Possuía estilo próprio e criava suas próprias roupas. De acordo com o escultor Leon Indebaum, Jeanne no era una luminaria de la vida de los cafés sino una figura menor, interesante por sus exóticos turbantes, su capa marrón y sus botas altas.
Por influência de seu irmão, conheceu Tsuguharu Foujita (1886-1968) pintor francês de ascendência japonesa, personagem característico de Montparnasse, sendo retratada por ele diversas vezes. Jeanne tinha a rosto pálido e ovalado com grandes olhos azuis, usava grandes tranças, era considerada uma mulher tímida, porém de olhar intrigante.
Em 1917, Jeanne conheceu o pintor Amedeo Modigliani no Café de La Rotonde, todos disputavam para saber quem ficaria primeiro com Jeanne, como Modigliani tinha a fama de mulherengo, ganhou. Primeiro ele a desenhou, em seguida a levou para um hotel miserável e a pintou, depois dormiram juntos, ela tinha dezoito anos. Modigliani era treze anos mais velho do que ela, era um homem muito considerado e charmoso. Começaram a se encontrar imediatamente e acabaram se apaixonando. Em 29 de novembro de 1918 dá à luz a uma menina, que recebe o mesmo nome da mãe, Jeanne Modigliani (1918-1984), sendo reconhecida como filha por Modigliani.

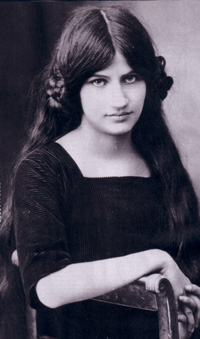
Jeanne Hébuterne (Galeria André Roussard)

No final de junho de 1919, informa a Modigliani que estava grávida novamente. Ao que este, surpreso, teria falado: "Não temos sorte!". É renunciada de sua família, por escolher viver com Modi. Logo fica comprometida a se casar com o pintor. A vida do casal não era um mar de rosas e Modigliani tinha a saúde debilitada devido a uma tuberculose mal curada e ao consumo excessivo de álcool e drogas. Em janeiro de 1920 trouxeram Modigliani tomado por febre e delirando, não tinha carvão e nem água, era necessário descer até o pátio para pegar água do poço, Jeanne grávida de nove meses estava muito fraca, quase não tinham comida, se alimentavam apenas de sardinhas enlatadas. Ficaram esquecidos por todos e trancados no estúdio por uma semana. Modigliani delirava e Jeanne desenhava a si mesma.

### Morte
No dia 21 de janeiro de 1920, quando o pintor Ortiz de Zárate apareceu no estúdio e horrorizado, fez com que Modigliani fosse internado no Hospital de la Charité. Jeanne atordoada é levada à casa dos pais, foi a última vez que viu Modigliani com vida, ele morre dia 24 de janeiro de tuberculose meningítica aos 35 anos de idade. Ortiz levou a triste notícia a Jeanne que estava quase em trabalho de parto. Na manhã seguinte, ela foi até o hospital para ver Amedeo. Quando entrou no quarto em que ele jazia, aproximou-se e olhou para ele por um longo tempo. Depois, segundo Francis Carco, cortaram a mecha do cabelo de Jeanne e o colocaram sobre o peito do seu amado. Saindo em seguida, sem dizer uma palavra.

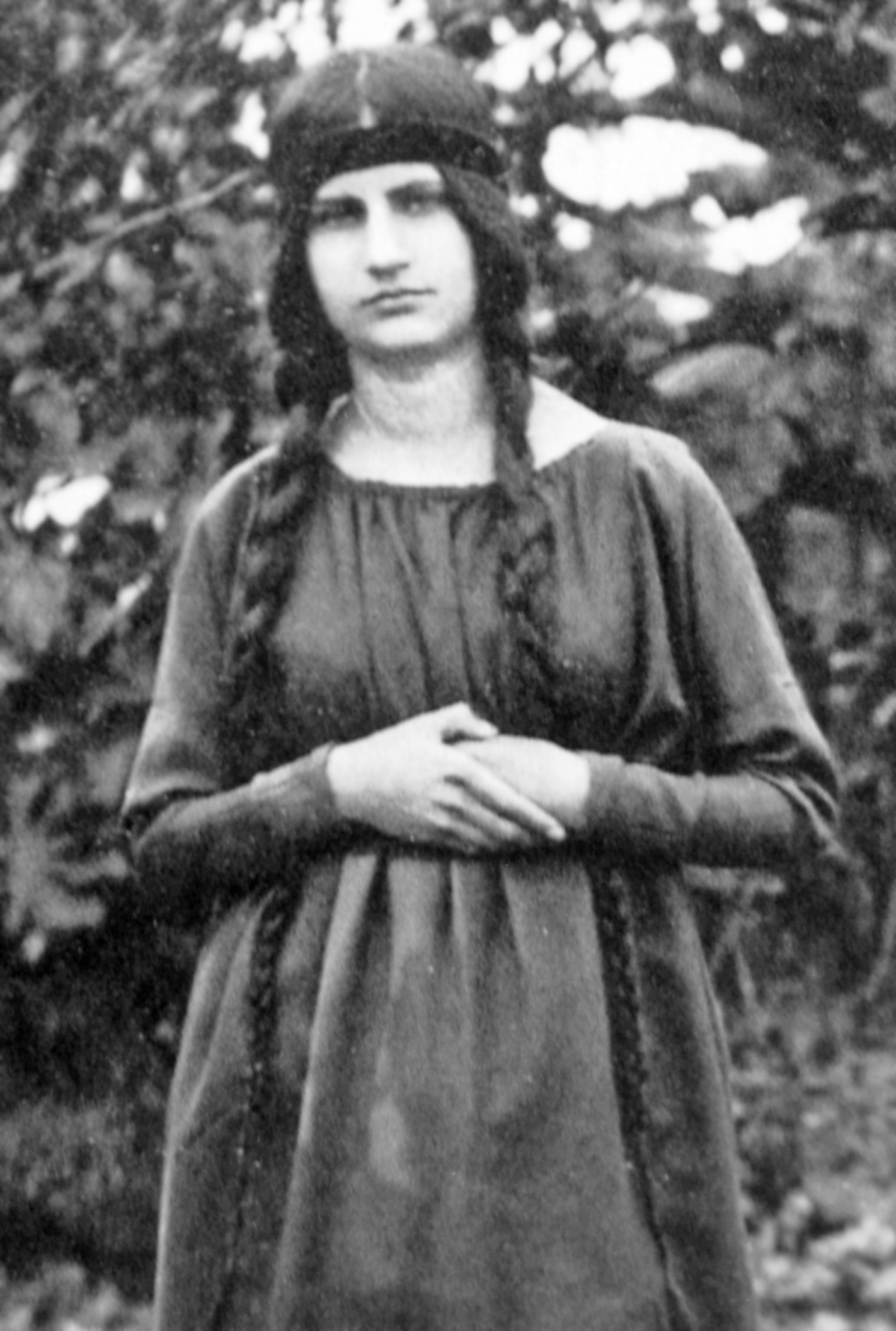
Jeanne Hébuterne aos 19 anos em foto de 15 de dezembro de 1917

À tarde, Jeanne volta para a casa dos seus pais na rua Amyot, nº 8. Seu irmão, André, passa grande parte da noite no quarto de Jeanne em sua companhia, porém com a proximidade do amanhecer, ele adormece. Jeanne, companheira devotada e grávida de nove meses do segundo filho, aproveita o momento e atira-se de costas do quinto andar da casa de seus pais, tinha 21 anos. O corpo de Jeanne foi recolhido por um homem que o levou até o apartamento da família. Apavorado, André Hébuterne não quis recebê-lo e ordenou que o levasse ao ateliê de Modigliani. O corpo fora então transportado em uma carroça até o ateliê da Grand Chaumière, contudo a zeladora recusou-se a recebê-lo. De novo aquele homem com compaixão exemplar conduziu os pobres e rejeitados restos pelo bairro até a delegacia. A polícia acabou com a grotesca peregrinação mostrando uma ordem que obrigava a zeladora do estúdio a receber a defunta. E ali ficou abandonado o corpo de Jeanne.
Uma amiga de Jeanne da École des Arts Décoratifs e da Academia Colarossi, Chantal Quenneville e Jeanne Léger, esposa do pintor Fernand Léger foram até o ateliê. A visão da jovem dotada de tão incondicional amor por Amadeo as transtornou. Léger foi buscar uma enfermeira para limpar e vestir o corpo.
O enterro de Modigliani, no dia 27 de janeiro de 1920, foi um estrondoso acontecimento público, onde a essa alturas suas obras já haviam experimentado uma vertiginosa valorização do nada a glória. O corpo de Jeanne Hébuterne foi sepultado no mesmo dia às escondidas e em penosa solidão, pelos pais, no cemitério de Bagneux. Sua filha foi criada pelas irmãs de Modigliani, e cresceu sem saber o que ocorrera com os pais. Apenas nove anos depois, o irmão mais velho de Modigliani conseguiu convencer a família Hébuterne a trasladar os restos mortais de Jeanne e seu filho que não nasceu para o cemitério do Père Lachaise, edulcorados pela imaginação e pela lenda, descansam enfim juntos.
Os trabalhos de Jeanne foram guardados por seu irmão André, a sete chaves, e apenas em 2000 foram mostrados ao público, numa exposição na Itália, com uma sala reservada apenas para obras do casal.

## Obras

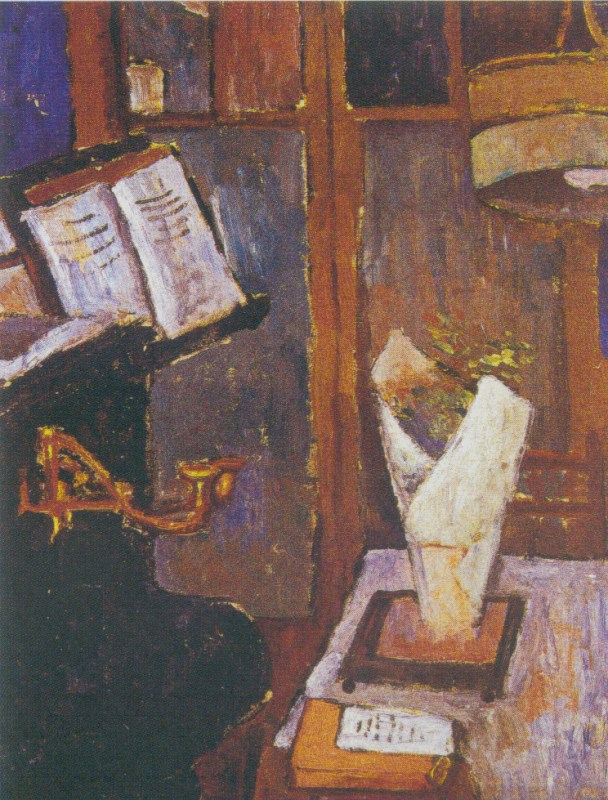
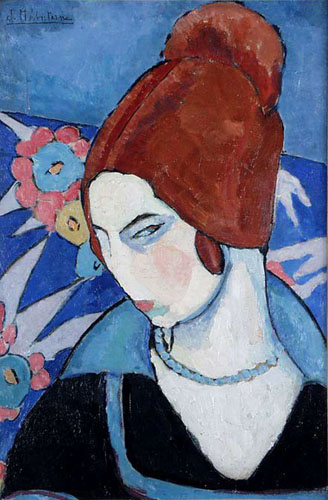
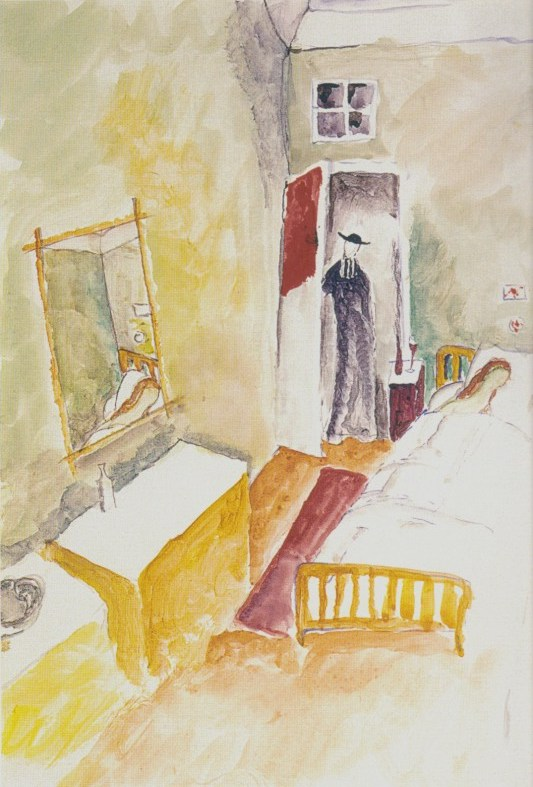
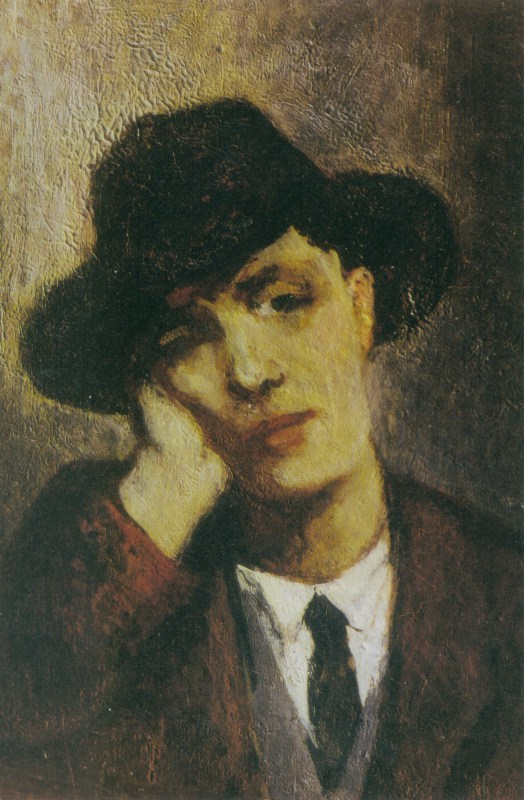
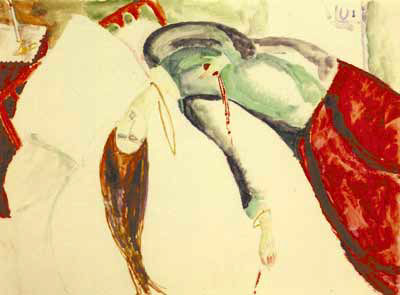